# Maxime Faget
Pour les articles homonymes, voir Faget (homonymie).
Maxime "Max" A. Faget né le 26 août 1921 et mort le 9 octobre 2004 est un ingénieur américain qui a travaillé dans les domaines de l'aéronautique et de l'astronautique. Il est le principal concepteur du vaisseau spatial Mercury et a également travaillé sur les vaisseaux des programmes Gemini et Apollo ainsi que sur la navette spatiale américaine.

## Biographie
Né à Stann Creek au Honduras britannique, Faget est issu d'une famille de médecins, originaire de Louisiane. Il est le fils de Guy Henry Faget  (1891–1947) connu pour ses travaux sur la lèpre et l'arrière-petit-fils de Jean Charles Paget (1818-1884) sur la fièvre jaune.
Il suit des cours dans un collège communautaire à San Francisco (Californie) puis décroche en 1943 un diplôme de Bachelor of Science dans une école d'ingénieurs en mécanique à l'université de la Louisiane. Après trois ans passés comme sous-marinier dans la marine américaine durant la Seconde Guerre mondiale, il entre en tant que chercheur au Centre de recherche Langley à Hampton (Virginie). Ce centre fait à l'époque partie du NACA ancêtre de la NASA. Il y travaille à la conception de l'avion fusée North American X-15.
En 1958, Faget est un des 35 ingénieurs qui forme le Groupe de travail sur l'espace dont l'objectif est de développer le premier vaisseau spatial habité américain Mercury. Faget qui s'occupe des aspects aérodynamiques s'appuie sur les travaux réalisés au milieu des années 1950 par Harvey Allen. Faget est, en particulier, à l'origine du profil aérodynamique retenu pour la capsule Mercury. Faget est également le concepteur de la tour de sauvetage du vaisseau Mercury, concept qui sera repris par les programmes spatiaux suivants. Faget travaille par la suite sur les vaisseaux spatiaux des programmes Gemini et Apollo, dont la conception a repris beaucoup d'éléments mis au point dans le cadre du programme Mercury.
En 1972, Faget dépose un brevet pour une navette spatiale, qu'il surnomme DC-3 en hommage au célèbre avion de transport Douglas DC-3. Sa navette comportait deux étages, tous les deux réutilisables et une charge utile d'environ 7 tonnes. La société North American utilise son brevet pour concevoir une navette capable d'emporter une charge utile de 25 tonnes. Mais la manière dont s'opérait la rentrée atmosphérique était contestée et lorsque l'Armée de l'Air américaine rejoint les commanditaires de la navette spatiale américaine, ses exigences en matière de déport latéral mirent hors jeu le concept de Faget. À la fin sa de carrière, les principales contributions de Faget portent sur l'identification des compromis nécessaires à la conception d'engins spatiaux réutilisables.
Il continue à travailler pour la NASA jusqu'à sa retraite en 1981, qui intervient peu de temps après le second vol de la navette spatiale américaines (STS-2). Après son départ de la NASA, Faget fonde en 1982 avec d'autres participants la société Space Industries. Une des réalisations de cette société est le Wake Shield Facility, un équipement scientifique destiné à créer un vide presque parfait dans l'espace. Cet instrument a été emporté à trois reprises par la navette spatiale au cours des vols STS-60, STS-69, STS-80.
Faget est membre du National Space Hall of Fame et du National Inventors Hall of Fame. Faget décède le 9 octobre 2004 à Houston (Texas) à l'âge de 83 ans.

### Source
- (en) Cet article est partiellement ou en totalité issu de l’article de Wikipédia en anglais intitulé « Maxime Faget » (voir la liste des auteurs).